# شهرک صنعتی شمس‌آباد
شهرک صنعتی شمس‌آباد، بزرگ‌ترین شهرک صنعتی ایران که در جنوب استان تهران با وسعتی بالغ بر ۳ هزار هکتار واقع شده است.
موقعیت مکانی شهرک صنعتی شمس‌آباد در کیلومتر ۴۵ اتوبان تهران – قم، در مجاورت شهر حسن‌آباد، در فاصله ۵کیلومتری از فرودگاه بین‌المللی امام خمینی و فاصله ۸کیلومتری از اولین ایستگاه راه‌آهن تهران می‌باشد.شهرک صنعتی شمس آباد دارای پمپ گازcngاست.
دفتر مدیریت شهرک صنعتی شمس آباد واقع در طبقه سوم ساختمان فناوری و مرکز کسب و کار شهرک صنعتی شمس آباد واقع شده است که در بلوار بهارستان، نبش بلوار گلستان قرار دارد و غیر از دفتر مدیریت، بانک ملی شعبه شهرک صنعتی شمس آباد، باجه بانک صادرات، گروه فنی ثمین نتورک ( خدمات IT و پشتیبانی شبکه و طراحی سایت شمس آباد) ، گروه ارقام مشاور آسیا ( نماینده رسمی نرم افزار سپیدار همکاران سیستم در شمس آباد ) و شرکت های خدماتی دیگر در این ساختمان مشغول فعالیت هستند.
طبق وعده های مسئولان قرار است که یک خط اتوبوس ویژه شهرک صنعتی شمس آباد از ایستگاه مترو فرودگاه امام خمینی دایر شود.

## پیشینه
عملیات اجرایی شهرک صنعتی شمس‌آباد در سال ۱۳۷۲ با وسعتی بالغ بر سه هزار هکتار به عنوان بزرگترین شهرک صنعتی ایران و خاورمیانه پایه‌گذاری گردید. در حال حاضر کلیه زمین‌های صنعتی آن با ۲۳۰۰ قرار داد منعقده واگذار گردید که در حال حاضر تعداد واحدهای صنعتی فعال در این شهرک بالغ بر ۱۴۰۰ واحد صنعتی بوده و وسعت زمین‌های صنعتی به دوبخش با مقدار ۹۰۰ هکتار آن طرح موجود و ۸۰۰ هکتار آن در طرح توسعه است.
در سال  ۱۳۹۲ خورشیدی ۲۰ هزار نفر در این شهرک مشغول به کار بودند و با تکمیل شدن واحدهای صنعتی غیرفعال آن تعداد اشتغال‌زایی این شهرک به ۵۰ هزار نفر می‌رسد. 
مساحت فضای سبز شهرک صنعتی شمس آباد که از شاخصه های این ابر شهرک می باشد، بالغ بر ۲۴۰ هکتار است که با عنایت به اقلیم منطقه ای، یکی از درخشان ترین مدیریت های این شهر صنعتی بزرگ است.

## راه‌ های دسترسی به شهرک صنعتی شمس آباد
سه راه دسترسی از شهر تهران برای این شهرک صنعتی وجود دارد.
- اولین مسیر مربوط به اتوبان تهران-قم می‌باشد که در واقع پس از فرودگاه امام خمینی، دومین خروجی به سمت شهرک صنعتی شمس آباد خواهد بود.
- مسیر دوم از طریق جاده قدیم قم بعد از شهر حسن آباد می‌باشد. بعد از این منطقه شما به راحتی می‌توانید به این شهرک دسترسی داشته باشید.
- اگر هم قصد دارید از شهرهای اطراف به این منطقه برسید، می‌توانید به ایستگاه مترو در مناطق شهر ری و شاهد، مراجعه کنید. در ایستگاه خط شهرری، تاکسی‌هایی وجود دارند که به راحتی شما را به شهرک صنعتی شمس آباد می‌برند. [۱]

## صنایع
صنایع شیمیایی و پلاستیک، سلولزی، دخانی، نساجی و پوشاک، غذایی و آشامیدنی، برق و الکترونیک، فلزی و ماشین‌سازی، کانی غیرفلزی و خدمات از جمله صنایعی هستند که در شهرک صنعتی شمس‌آباد فعالیت می‌کنند. صنایع فلزی و ماشین سازی با ۹۰۲ قرارداد واگذاری بیشترین سهم را دارند و به ترتیب کانی غیر فلزی ۴۷۶ قرارداد، شیمیایی و پلاستیک ۲۸۱ قرارداد، غذایی و آشامیدنی ۱۵۴ قرارداد، خدمات ۱۲۹ قرارداد، سلولزی ۳۹ قرارداد، نساجی و پوشاک ۲۸ قرارداد و در آخر برق و الکترونیک با ۲۲ قرارداد به کار خود در این شهرک به فعالیت می‌پردازند.